# Bahamaisch-deutsche Beziehungen
Die bahamaisch-deutschen Beziehungen werden vom Auswärtigen Amt als „freundschaftlich und unproblematisch, allerdings wenig intensiv“, vom Außenministerium der Bahamas als „cordial, beneficial and longstanding“ (etwa herzlich, nützlich und langjährig) beschrieben. Dies bezieht sich unter anderem auf die politische Zusammenarbeit, etwa innerhalb der Vereinten Nationen, aber auch auf die wirtschaftlichen Beziehungen, die auf einem relativ geringen Niveau stattfinden: So beliefen sich die Exporte nach Deutschland im Jahr 2019 auf etwa 3 Millionen Euro, während der Wert der Importe etwa 32 Millionen betrug – es handelte sich dabei insbesondere um die Einfuhr von Maschinen.
Die Bundesrepublik Deutschland nahm am 6. August 1962 diplomatische Beziehungen zum Karibikstaat auf, noch vor dessen Unabhängigkeit im Juli 1973. Eine  Entwicklungszusammenarbeit findet auf bilateraler Ebene nicht statt, da sich das Pro-Kopf-Einkommen auf einem relativ hohen Niveau befindet. Auf multilateraler Ebene gibt es hingegen eine Entwicklungskooperation über die Weltbank oder die Klimaschutzprojekte des Bundesumweltministeriums.
Handels- bzw. Wirtschaftspartnerschaftsabkommen bestehen zwischen der Europäischen Union bzw. der Organisation Afrikanischer, Karibischer und Pazifischer Staaten und CARIFORUM. Im Dezember 2011 trat ein bilaterales Abkommen über die Unterstützung in Steuer- und Steuerstrafsachen durch Informationsaustausch in Kraft, das im April 2010 unterzeichnet wurde.
Deutschland unterhält keine Botschaft auf den Bahamas, zuständig ist die Deutsche Botschaft Kingston in Jamaika. Es befindet sich allerdings ein Honorarkonsul, Hermann-Josef Hermanns, in Nassau. Der Inselstaat besitzt seinerseits keine Vertretung in Deutschland, zuständig ist die Botschaft des Commonwealth der Bahamas in London. Zudem betreibt der Honorarkonsul Thomas Herzog ein Büro in Frankfurt am Main.